# Onorato da Biała
Onorato (Honorat) da Biała, al secolo Florentyn Wacław Koźmiński (Biała Podlaska, 16 ottobre 1829 – Nowe Miasto nad Pilicą, 16 dicembre 1916), è stato un presbitero polacco dell'Ordine dei frati minori cappuccini; è stato beatificato da papa Giovanni Paolo II nel 1988.

## Biografia
Ricevuta la prima formazione a Płock, studiò architettura a Varsavia, dove nel 1846 venne arrestato dalle truppe zariste con l'accusa di far parte di un'organizzazione patriottica segreta: durante la prigionia maturò la sua vocazione religiosa e nel 1848 entrò come frate tra i cappuccini del convento di Lubartów, dove venne ordinato sacerdote il 27 dicembre 1852.
Pur nel clima di pesante ostilità creato dagli occupanti russi nei confronti della Chiesa latina, svolse segretamente il suo apostolato dando vita a numerose comunità religiose clandestine. Delle numerose congregazioni da lui fondate, diciassette esistono ancora: le Suore di San Felice da Cantalice (fondate nel 1855), Ancelle del Sacro Cuore di Gesù (1874), le Suore Piccole Ancelle della Beata Vergine Maria Immacolata (1878), le Figlie della Beata Vergine Maria Addolorata (1881), le Suore Francescane degli Afflitti (1882), le Suore Vestiarie di Gesù (1882), i Servi di Maria Immacolata (1883), le Suore Ancelle di Gesù (1884), le Suore figlie del Cuore Purissimo di Maria (1885), le Suore del Santo Nome di Gesù (1887), le Piccole Suore del Cuore Immacolato di Maria (1888), le Suore Riparatrici del Santo Volto (1888), le Suore Ausiliatrici delle Anime del Purgatorio (1889), le Suore Figlie di Maria Immacolata (1891), i Figli della Madre di Dio Addolorata (1893), le Consolatrici del Sacro Cuore di Gesù (1894), le Ancelle della Madre del Buon Pastore (1895). Altre si sono estinte: le Serve dei paralitici, le Adoratrici per la supplicazione, le Donne evangeliche, i Domestici della Sacra Famiglia, le Figlie della Madre di Dio, le Società mariana dei sacerdoti, la Congregazione di Santa Marta, le Suore valetudinarie e le Terziarie congregate.

## Il culto
Grande propagatore della devozione alla Vergine, padre Koźmiński vide riconosciuta l'eroicità delle sue virtù il 16 marzo 1987, ricevendo il titolo di venerabile: papa Giovanni Paolo II lo ha beatificato a Roma il 16 ottobre 1988.
Memoria liturgica il 16 dicembre.